# 芬裔美國人

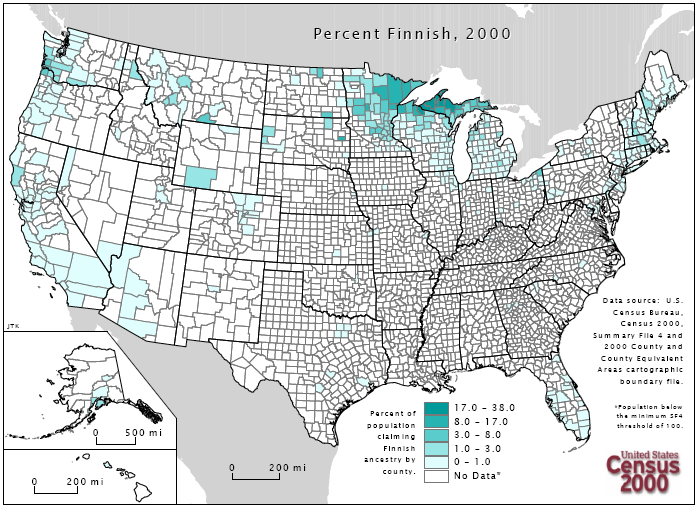
美國芬蘭血統的人口分布。密西根州與明尼蘇達州是芬蘭移民最主要的聚集地。

芬裔美國人（英語：Finnish Americans）是指居住在美國的芬蘭人。這個概念通常只係指那些認知自己擁有芬蘭血統的人。

## 數量與分布
芬裔美國人的數量可以依據多少人在他們的人口普查中報告說他們是第一、二代芬蘭人來估計。流利使用芬蘭語的人數十分稀少。美國與加拿大分別有680000和140000人報告說他們來自芬蘭。
根据美國的相關資料，2009至2013年，有26000人採用芬蘭語當家庭語言。而在加拿大人口普查中，有17 000人使用芬蘭語。